# Challenger de Sibiu 2013
El Sibiu Open 2013 fue un torneo de tenis profesional que se jugó en pistas de tierra batida. Se trató de la 2ª edición del torneo que forma parte del ATP Challenger Tour 2013 . Tuvo lugar en Sibiu, Rumania entre el 23 de septiembre y el 29 de septiembre de 2013.

## Jugadores participantes del cuadro de individuales

### Cabezas de serie
| Favorito | País                        | Jugador               | Ranking1 | Posición en el torneo |
| -------- | --------------------------- | --------------------- | -------- | --------------------- |
| 1        | Bandera de Italia           | Filippo Volandri      | 91       | Cuartos de final      |
| 2        | Bandera de República Checa  | Jan Hájek             | 103      | Segunda ronda         |
| 3        | Bandera de Alemania         | Julian Reister        | 107      | Cuartos de final      |
| 4        | Bandera de Austria          | Andreas Haider-Maurer | 108      | Primera ronda         |
| 5        | Bandera de Rumania          | Adrian Ungur          | 117      | Semifinales           |
| 6        | Bandera de Serbia           | Dušan Lajović         | 144      | Semifinales           |
| 7        | Bandera de España           | Pere Riba             | 156      | Baja                  |
| 8        | Bandera de Italia           | Marco Cecchinato      | 185      | FINAL                 |
| 9        | Bandera de los Países Bajos | Thomas Schoorel       | 192      | Segunda ronda         |

- 1 Se ha tomado en cuenta el ranking del 16 de septiembre de 2013.

### Otros participantes
Los siguientes jugadores recibieron una invitación (wild card), por lo tanto ingresan directamente al cuadro principal:
- Alexandru-Daniel Carpen
- Rareș Ispas
- Florin Mergea
- Filippo Volandri

Los siguientes jugadores ingresan al cuadro principal tras disputar la fase clasificatoria:
- Toni Androić
- Mate Delić
- Răzvan Sabău
- Richard Becker

## Campeones

### Individual Masculino
- Jaroslav Pospíšil derrotó en la final a  Marco Cecchinato 4-6, 6–4 y 6-1.

### Dobles Masculino
- Rameez Junaid /  Philipp Oswald derrotaron en la final a  Jamie Delgado /  Jordan Kerr 6–4, 6-4.